# 豊間海水浴場
豊間海水浴場（とよまかいすいよくじょう）は、福島県いわき市平豊間にある海水浴場。磐城海岸県立自然公園に指定されている。
消波ブロックがなく、いわき市内の海水浴場の中でも波が強いことで知られており、特にサーファーに人気が高い。また、全国的にも数少ない鳴き砂の名所としても知られている。
周囲には駐車場が少なく、道路も狭いためシーズンには路肩が自動車で溢れかえる。塩屋崎灯台をはさんで北側に薄磯海水浴場がある。
近年、東京電力広野火力発電所や四倉漁港防波堤建設により潮流が変化し、豊間海岸の砂が堆積せずに流出する一方となり海岸線の後退が目立ったため、人工リーフが設置された。これに対して建設反対のサーファーと建設を願う地元住民の間で対立もあった。